# Generoso Ponce
Generoso Paes Leme de Sousa Ponce (Cuiabá, 10 de julho de 1852 — Rio de Janeiro, 7 de novembro de 1911) foi um jornalista e político brasileiro.
Filho do alferes José Ponce Martins e Corsina Romana de Sousa, passou os primeiros anos no forte do Príncipe da Beira, do qual seu pai era comandante. Em 1865, com treze anos, alistou-se como voluntário da pátria na guerra do Paraguai. Da guerra saiu com o posto de primeiro-sargento cadete.
Terminada a guerra, dedicou-se inicialmente à lavoura, e depois ao comércio. Em 1870 entrou para a casa comercial do barão de Casalvasco, em 1871, casou-se com Maria de Almeida, e deste matrimônio teve dois filhos, Palmiro Ponce, falecido como alferes do exército e Adelina, esposa do coronel João Pedro de Arruda.
Tendo enviuvado, casou em 1878 com Mariana Vaz Guimarães. Deste matrimônio nasceram: Josefina, esposa do dr. Celso Pasini; Alice, esposa do capitão-tenente Álvaro Amarante Peixoto de Azeredo; Julieta, esposa do capitão-tenente Joaquim Leal; Leogilda, esposa do dr. Alfredo Octávio de Mavignier; Carlinda, viúva do dr. Emílio de Castro Brito; Nadir, esposa de dr. Lourenço Maranhão da Rocha Vieira; dr. Altamiro e dr. Generoso Ponce Filho.
A partir de 1892 ocorreu uma série de levantes no país. Em Mato Grosso, surge um movimento separatista. Em 1 de fevereiro é deposto o presidente do estado, Manuel Murtinho. É proclamado  o Estado Livre de Mato Grosso.
Generoso Ponce, deposto juntamente com Murtinho, decide reagir. À frente de 1500 homens invade Cuiabá. Não se dispara um tiro. E se faz um acordo: os rebeldes passam o poder a uma junta. Mas o coronel Barbosa, chefe do movimento separatista, resiste, derrotando em Corumbá o movimento separatista, com a ajuda de dois generais (Cerqueira Daltro e Oliveira Mello, heróis da guerra do Paraguai).
Floriano Peixoto, no exercício da Presidência, reconhece “seus serviços à República”, assim como lhe confere as honras de oficial superior do Exército.
Américo Jacobina Lacombe reconhece que com esse episódio “ruiu a lenda de que a unidade nacional não sofreu nenhum abalo com o 15 de novembro”.
Desde cedo começou a militar na política, fazendo parte do Partido Liberal, do qual foi chefe nos últimos anos da monarquia. Por várias vezes fez parte da assembléia provincial. Proclamada a república, prestou desde logo o seu apoio ao novo regime. Fez parte da Assembléia Constituinte, da qual foi vice-presidente. Em seguida foi eleito vice-presidente do estado.
Em 1894 foi eleito senador, cargo que ocupou até 1902. Em 1 de março de 1907 foi eleito presidente do estado, cargo que exerceu de 15 de agosto de 1907 a 12 de outubro de 1908, quando, em virtude de doença, renunciou, sendo eleito deputado federal. Na câmara sustentou campanha contra a administração do Lloyd.
Trabalhou na imprensa local, e em 1892 assumiu a redação principal do jornal O Mato Grosso. Foi o fundador d'O Republicano, em 1895, e colaborou na imprensa carioca.